# Blow Your Mind
«Blow Your Mind» es un sencillo de la banda británica Jamiroquai, el tercero de su primer álbum Emergency On Planet Earth grabado en el año 1992 y cuyo disco fue publicado el año siguiente.
La edición original de esta canción dura 8:32 minutos, mientras que en sus recopilatorios (como el disco High times 1992-2006) aparece la versión sencillo que dura 3:22. 
- Datos: Q1448236